# Нітрат магнію
Нітрат магнію, нітромагнезит - мінерал, магнезіальна селітра.

## Загальний опис
Формула мінералу Mg[NO3]2•2H2O, рідкісні знахідки в печерах Кентуккі, США, а також на мармурах у родовищах Бом і Салінс, Франція, у Краснодарському краї, РФ).